# Franz Xaver Bucher (Maler, 1743)
Franz Xaver Bucher (* 3. Dezember 1743 in Tettnang; † 22. November nach 1787 in Veszprém) war ein deutsch-ungarischer Maler.

## Leben
Buchers Vater war der Verwalter der Schlossküche in Tettnang, Mathias Bucher, seine Mutter war Maria Theresia Bucher, geborene Gebhard. Über Buchers erste 35 Lebensjahre ist nichts bekannt, es ist auch unklar, wann und wie er und eventuell auch seine Familie nach Ungarn kam. 1779 entstand das erste Fresko Buchers in Vörösberény, ein Bild von Ignatius von Loyola. In den 1780er Jahren lebte er in Székesfehérvár, ab 1787 dann in Veszprém. Derzeit sind 18 barocke Deckenfresken von Bucher im Gebiet des Komitats Veszprém bekannt. Er schuf seine Fresken im Auftrag des Bischofs von Veszprém, für Mitglieder des Domkapitels, von Orden und für Adelige, wie Angehörige der Familien Eszterházy und Zichy.